# Cometo (figlia di Pterelao)
Cometo (in greco antico: Κομαιθώ?, Komaithó) è un personaggio della mitologia greca, figlia di Pterelao re di Tafo.

## Mitologia
Cometo si innamorò perdutamente di Anfitrione che aveva cinto d'assedio la città di cui il padre era re e per aiutarlo nell'impresa strappò al padre il capello d'oro che gli conferiva l'immortalità, provocandone così il decesso.
Anfitrione conquistò la città: avendo poi appreso ciò che era accaduto, condannò a morte Cometo. .